# Drażinci
Drażinci (bułg. Дражинци) – wieś w Bułgarii, w obwodzie Widyń, w gminie Rużinci. Według Ujednoliconego Systemu Ewidencji Ludności oraz Usług Administracyjnych dla Ludności, 15 grudnia miejscowość liczyła 154 mieszkańców.